# لامپ فلاش

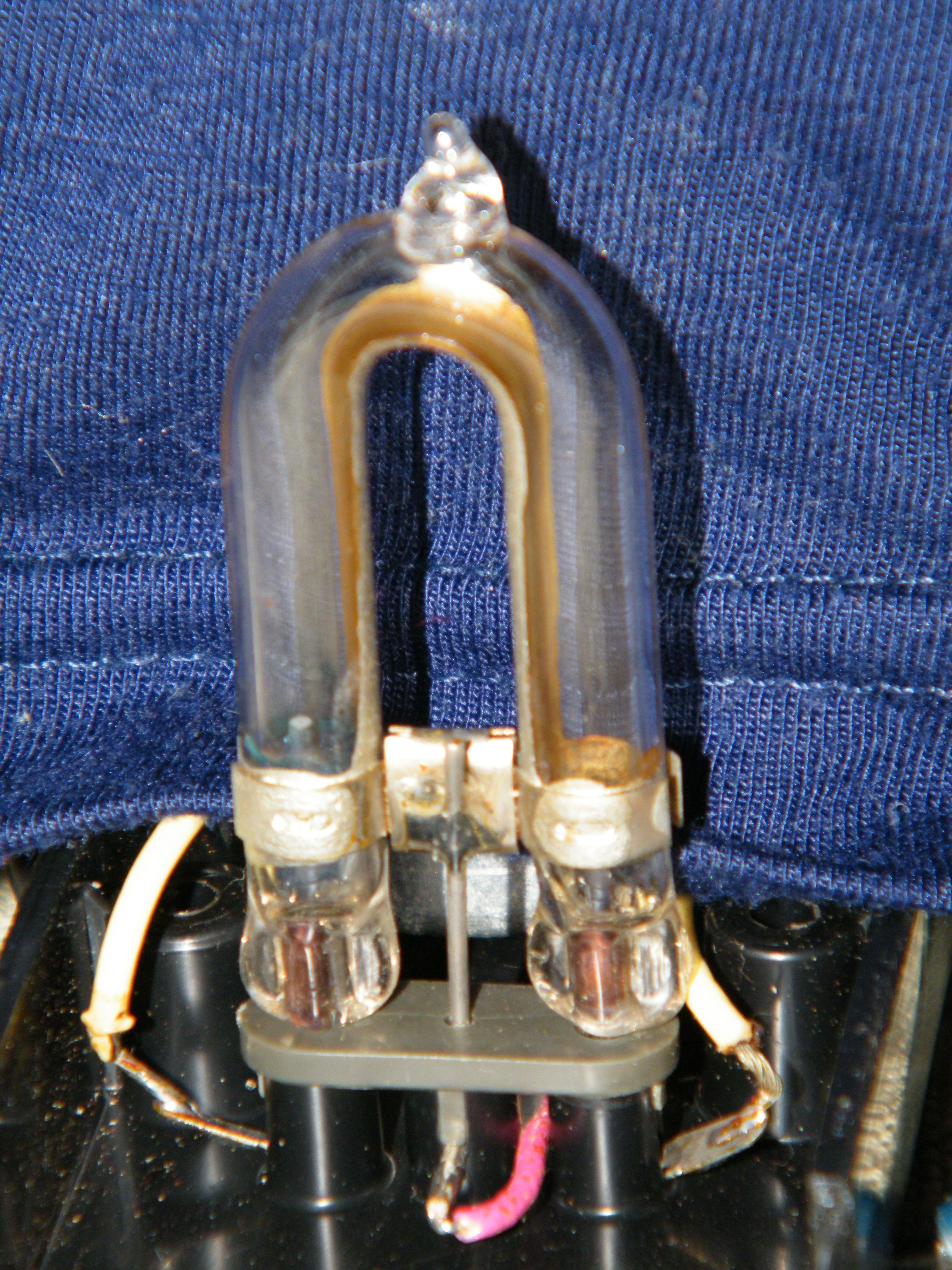
لامپ فلاش

لامپ فلاش (انگلیسی: Flashtube) نوعی از لامپ‌های قوس الکتریکی است که برای مدت کوتاهی نور سفیدی به صورت چشمک‌زن تولید می‌کند. در ابتدا اغلب از این نوع لامپ در دوربین‌های عکاسی استفاده می‌شد اما کاربردهای آن در زمینه‌های علمی، پزشکی، صنعتی و سرگرمی نیز روزافزون شد.